# Erling Brøndum
Pour les articles homonymes, voir Brøndum.
Erling Brøndum, né le 11 juillet 1930 à Aarhus (Danemark) et mort le 4 août 2017 à Birkerød, est un homme politique danois, membre du parti Venstre et ancien ministre.